# Hector Michaut
Pour les articles homonymes, voir Michaut.
Hector Michaut, né Désiré Hector Michaut à Noyers-sur-Serein (Yonne) le 21 avril 1874 et mort à Paris (16e arrondissement) le 25 mars 1923, est un ébéniste et sculpteur français.

## Biographie
Après une formation d'ébéniste, Hector Michaut vient accomplir son service militaire à Nancy dans un régiment de ligne. Il y découvre alors l'École de Nancy et son renouveau artistique.
Une fois ses obligations militaires achevées, Michaut entre comme ébéniste chez Louis Majorelle puis chez Eugène Vallin. En parallèle, et dans le but de se perfectionner en dessin, il suit les cours de l'École des beaux-arts de Nancy.
Marié, il s'installe comme ébéniste indépendant quai de la Bataille à Nancy, mais la Première Guerre mondiale bouleverse ses plans et l'oblige à fermer ses ateliers. Après le conflit, il décide de s'installer à Meudon où il ouvre une grande entreprise de mobilier, avant de déménager pour la rue Chardon-Lagache à Paris.
Au tout début des années 1920, son style et sa pensée évoluent en prévision de la grande Exposition internationale des Arts décoratifs et industriels modernes de 1925.
Hector Michaut meurt le 25 mars 1923 sans avoir pu poursuivre sa mission éducatrice.

## Quelques œuvres
La plupart des œuvres connues d'Hector Michaut proviennent de collections particulières ou des enchères lors des ventes publiques.
- Bureau aux algues, non daté, Coll. part[3];
- Cabinet de travail La Mer, signé et daté 1913 (?), comprenant un bureau[4] et une vitrine[5] ;
- Encrier La Mer, noyer, signé et daté 1922, Coll. part[6];
- Console murale La Mer, acajou, signée, non datée, Coll. part[6];
- Chaise aux raisins, noyer, Coll. part. ;
- Bureau et vitrine aux ombelles, avant 1914, Coll. part. ;
- Sellette aux roses, noyer, hauteur 102 cm, largeur 43 cm, Coll. part[7];
- Vitrine au sorbier, noyer, signée H. Michaut Nancy 1912 en façade, Coll. part[8],[9];
- Meuble à musique au sorbier, noyer, hauteur 180 cm, largeur 76 cm, Coll. part[10];
- Cadre de glace aux digitales et aux fougères, noyer, signé, daté 1921, Paris Coll. part[11];
- Écran de cheminée Les Moissons, noyer et marqueterie, signé et situé à Nancy, Coll. part[12],[13];
- Étagère Les Moissons, noyer et marqueterie, portant la dédicace Dans la Paix, dans le calme, des champs..... des beaux soirs carminés..... Soit béni le travail sauveur/À bien gente Suzanne/Bon souvenir/H. Michaut. Nancy, Coll. part[14];
- Table à thé aux motifs alsaciens, noyer et marqueterie, non daté, signé Micho, haut. 176 cm, larg. 67 cm, prof. 53 cm Coll. part[15];
- Portemanteau faisant office de porte de cave, 1905, avec panneau au motif de pavots en bronze ajouré, Coll. part[16];

## Expositions
- 22 juin au 30 juillet 2015 : mairie, Noyer-sur-Serein (Yonne)[17]
- 7 au 29 octobre 2023 : exposition du centenaire Hector MICHAUT, ébéniste oublié de l’Art Nouveau, Ferme du Charmois, Vandœuvre-lès-Nancy[18]